# Іконопис

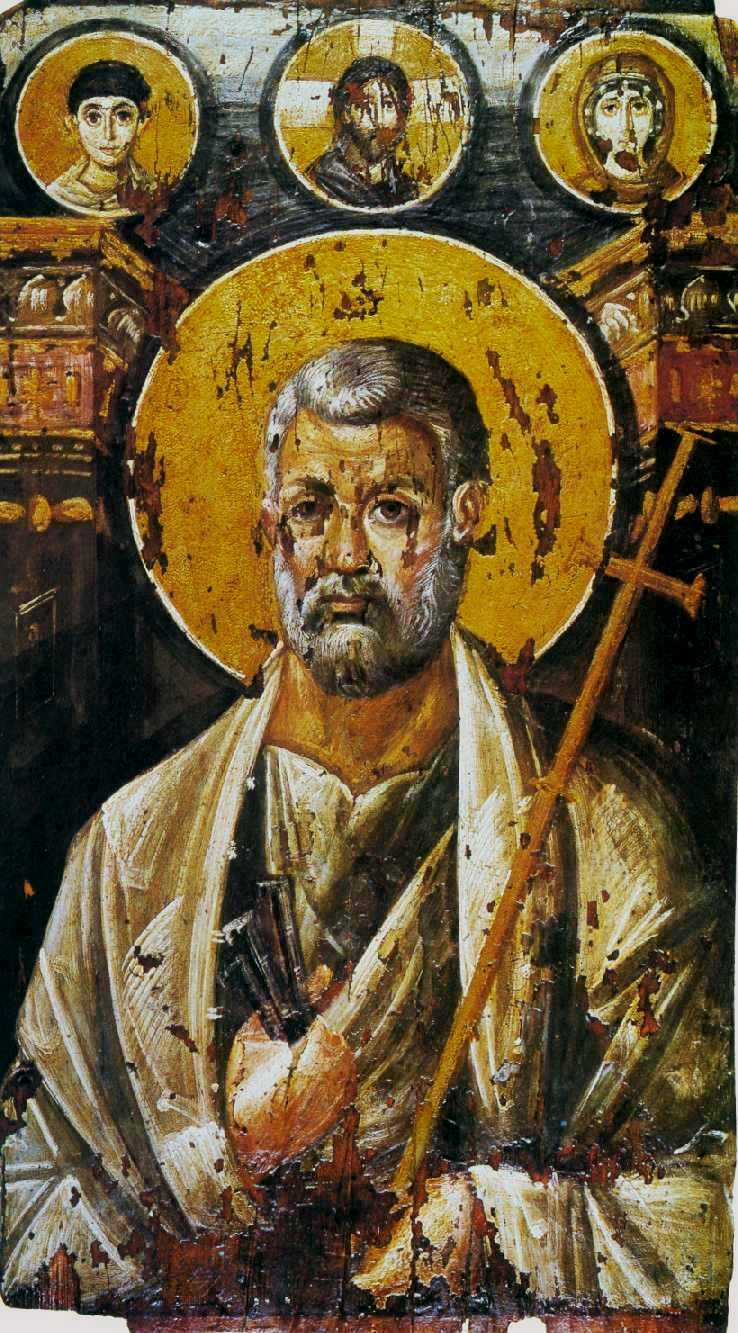
Апостол Петро. Ікона 6 століття з монастиря на горі Синай, Єгипет

Іко́нопис — мистецтво писання ікон, вид живопису, має культове призначення.

## Визначення
Іконописання, особливо характерне і розвинене у православній традиції, як і загалом у східному християнстві (православній, греко-католицькій, коптській, маронітській церквах тощо), широко поширене і популярне в Україні, Росії, Румунії, Греції, Сербії, Грузії та інших східно-європейських та близько-східних краях.
Православне мистецтво — є носієм високих духовних цінностей, зокрема, іконопис, який створювався святими духовидцями. Для педагога іконописне мистецтво повинно виступати одним із засобів морально-естетичного виховання. У православній культурі іконі належить значне місце, де вона ніколи не мислилася лише як твір мистецтва. Ікона, перш за все, віронавчальний текст, який покликаний допомогти пізнанню істини. Ікона є своєрідним вікном у духовний світ, тому вона має особливу мову, де кожен знак — символ (І. К. Язикова). За допомогою знаково-символічної системи ікона передає інформацію подібно письмовому тексту, мову якого необхідно знати, щоб сприйняти, зрозуміти й пережити її духовний сенс. Мета ікони — направити всі наші почуття, розум і всю нашу людську природу до її істинної мети — на шлях перетворення.

## Історія розвитку

### I–IV ст.
В юдейському старозавітному світі існувала заборона зображень, що було пов'язано з боротьбою проти ідолопоклонства (Золотий телець), проте під забороною знаходилися не всі фігуративні зображення. Так, за вказівкою Господа Мойсей зробив мідного змія, що рятувала євреїв від змій в пустелі. Також Мойсей розташував двох херувимів над кивотом Свідоцтва в наметі Завіту. А в Єрусалимі зобразили херувимів та інші прикраси за наказом Соломона.
Хоч християнство зародилося в єврейському середовищі, проте неєвреї (прозеліти) поступово складали більшість нової церкви. Тому постало питання, які старозавітні приписи приймаються християнами, а які — ні. На апостольському соборі прийнято рішення, що незмінним є становлення до 10 Божих заповідей, науки пророків, псалми, проте другорядне могло переглядатися, відповідно, й суворої заборони на зображення не було висунуто.
Те, що християнська церква могла приймати нововведення, знаходить підтвердження в Євангелії. Христос казав: «Не думайте, що Я прийшов усунути закон чи пророків; Я прийшов їх не усунути, а виконати (Мт. 5:17). Та в той час, коли євреям було заборонено спілкуватися з неєвреями, а тим більше сідати з ним до столу, Христос просив води в жінки-самарянки, а потім гостював у самарянському місті (Йов 4:7–40). Побожні юдеї не спілкувалися з митарями й блудницями, та митар Матвій і грішниця Магдалина стали новоноверненими в церкву. Також Христос повчав, що субота була встановлена для людей, а не люди для субот (Мр. 2:27).
Первісні християни ставилися до зображень інакше, ніж погани. Історія іконографії починається з III–IV ст., із зображень в катакомбах (некрополях) — підземних кладовищах Італії, Північної Африки й Сирії (Палестини). Римляни й греки спалювали померлих, та християни дотримувалися єврейської традиції, за якою було поховано тіло Христа. Кілометри катакомб недостатньо вивчені, проте саме завдяки своєму розташуванню вони збереглися до сьогоднішніх днів. Також слід пам'ятати про переслідування християн в Римській імперії, відповідно, зображення, що свідчать про відношення автора до християнства, могли зберегтися лише на кладовищах, адже римляни не наважувалися гнівати покійників.
Ватиканські ґроти постали ще в І ст. по Христі — тут було поховано апостола Петра, приблизно до цього ж часу відносяться катакомби Коммоділли, Прісцілли, Домітілли та Остріяна.
За коротких проміжок часу формування окремої християнської іконографії, безумовно, було неможливе, тому основою для зображень в катакомбах часто слугували поганські символи, які набували нового значення для християн.

Зображення риби й кошика хліба з катакомб св. Калікстуса, IV ст.

- Риба — в греків символізувала плодючість. Християнам нагадували про апостолів, більшість з яких були рибалками, а також про деякі алегорії, приведені Христом: у притчі про доброго Небесного Отця Спаситель наголошує, що навіть земний батько на прохання сина подасть рибу, а не гадюку (Мт. 7:9–11).

Також перші літери слова «риба» в грецькій мові склали акровірш: «Ісус Христос Божий Син Спаситель»;
- Голуб з гілкою оливкового дерева — символ Святого Духа;
- Пальма — ознака мучеництва й перемоги в Христі;
- Якір — таємне зображення Христа;
- Човен — образ Церкви;
- Хліб — символ Євхаристії;
- Ягня — за свідченням Йоана Предтечі «Ось Агнець Божий, який світу гріх забирає» (Йов 1:29);
- Виноградна лоза — мають пояснення в Євангелії «Я виноградина, ви — гілки. Хто перебуває в Мені, а Я в ньому, — той плід приносить щедро» (Йов 15:5), а також притча про виноградарів;
- Оранта — у римлян — уособлення жіночого образу, для Християн — Марія Богоматір;
- Добрий пастир — у римлян — зображення Гермеса (Меркурія), що тримає вівцю на плечах, для християн — нагадування про те, що Бог шукає кожного заблуканого, підтримує у вірі під час переслідувань й прийшов закликати до грішників (Йов 10:14, Мт. 9:13, Мр. 2:17, Лк. 5:32).

Також починають зображувати старозавітні сюжети — Адама та Єву, Ноя, Мойсея.

Воскресіння Лазаря, фреска в катакомбах Прісцилли ІІ-ІІІ ст.

Поступово складаються окремі християнські символічні зображення: Воскресіння Лазаря (Христос, що вказує рукою на Лазаря, який виходить із печери в посмертній плащаниці — наприклад, зображення в катакомбах Прісцілли); народження Христа (Богоматір із Христом на руках та чоловіча фігура, що вказує на зірку в небі — зображення в капличці в катакомбах Прісцілли, IV ст.); Христос рятує Петра, що йде по воді (Дура-Европос, Сирія, II ст.).
Ранні християнські зображення не були досконалими за технікою, мали символічний характер — цей характер зображення став традиційним при подальшому розвитку іконографії.

### Іконографія в Візантії
Процес усталення іконографії проходив протягом VI–VII століть. Головну роль відігравала Візантія. Постановами Вселенських соборів, які відбувалися на її території, були визначені правила зображення облич і сюжетів Священного Писання. Особливе значення мали рішення V і VI Вселенських соборів (692 р.), за якими потрібно було замінити абстрактні символи Старого Завіту і перших віків християнства прямою репрезентацією того, що вони відображували. А першу чергу це відносилось до зображення Христа в людській подобі. Згодом, Церква намагалась зробити поклоніння іконам загальнообов'язковим і закріпити за собою монопольне право на нововведення в іконографію. Підтвердженням того служить постанова VII Вселенського собору (787 р.), за якою складати сюжети могли лиш отці церкви. Остаточно іконографія сформувалась у Візантії в ІХ — Х ст. після відродження іконопочитання. Були визначенні загальні правила зображення Бога, Богородиці, святих.
Першим символом, який стали зображувати на прапорах та щитах війська Костянтина — монограма «ХіРо». Костянтину-язичнику наснився сон, в якому Христос наказав йому йти в перемогу з цим символом, після чого він повірив у Христа.
Свята Олена, мати Костянтина, споруджує Храм Гробу Господнього на Голгофі та базиліку у Вифлеємі, що стали першими центрами іконографії, проте зображення були втрачені, про них можемо судити лише за фіялами, які привозили паломники з Єрусалима та Вифлеєма.

#### Іконоборство та його подолання
Див. Іконоборство
Маніхейці та павліціяни вірили, що вся матерія є негативним явищем, бо її створив лукавий бог, отже, Христос не міг мати фізичного тіла. Імператор Йоан Цімісцез у Х ст. депортував маніхейців до Франції.
Єпископ Северус на початку VI ст. усунув ікони з храмів. У 726 р. імператор Лев ІІІ Ісаврієць під впливом маніхейців і мусульман заборонив іконопочитання. Почалися гоніння іконопочитателів.
На захист іконопочитання виступили св. Йоан Дамаскин («В обороні святих ікон») і патріарх в опалі — Герман (три листи до єпископів).

## Іконографічні типи

### Пантократор

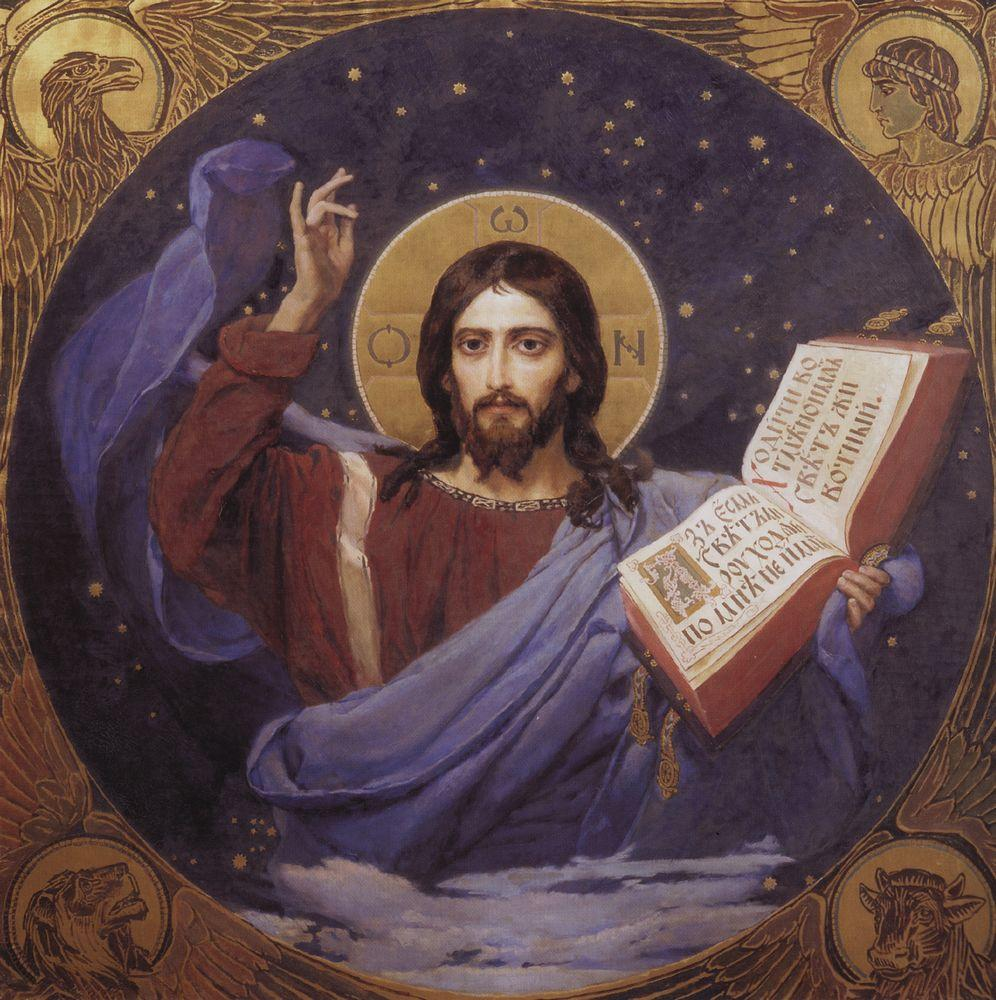
Пантократор — фреска Віктора Васнєцова в Володимирському соборі, Київ

Христос Пантократор (Вседержитель) — один із найрозповсюдженіших іконографічних типів східного християнства. Найдавніша композиція цього типу — фреска Добрий пастир на стелі в підземних катакомбах Прісцілли в Римі III ст.
Пантократор — домінуюче іконописне зображення, яке розміщується у центральному куполі або найвищій частині апсиди. У німбі зображення грецького напису «Той, що є» (Вих. 3:14): «Коли не увіруєте, що Я — Сущий, помрете у ваших гріхах» (Ів. 8:24). Також зображено перші літери імені «Ісус Христос». Ісус — єврейською — Ягве — спасіння; Христос — грецький переклад євангельського титулу Месія.
Правицею Христос благословляє людей. У лівій руці — книга.

### Спас Нерукотворний
Див. Спас Нерукотворний

### Іконографія Богородиці
- Одигитрія (Провідниця);
- Милування (Елеуса);
- Оранта (Знамення);
- Неопалима купина;

### Іконографія церковних свят
- Благовіщення
- Різдво
- Стрітення Господнє
- Хрещення
- Преображення Господнє
- Воскресіння Лазаря
- В'їзд в Єрусалим
- Тайна вечеря
- Зішестя в пекло
- Вознесіння Ісуса Христа
- Зіслання Святого Духа
- Успіння Богородиці

### Інші
- Софія — Премудрість Божа;
- Пресвята Трійця
- Страшний суд

## Центри розвитку іконографії

### Олександрійська Церква

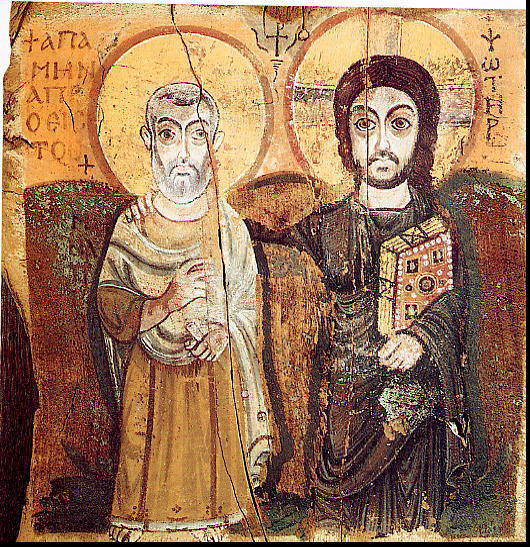
Святий Міна і Христос, коптська ікона VI ст., Лувр, Париж

Поділяється на коптійську й ефіопську. Характерні риси — очі зображуваних осіб збільшені, погляд спрямований на глядача, контур відчутно підкреслено.

### Антіохійська Церква
Має три центри — сирійсько-антіохійську, маронітсько-католицьку (виникла за часів хрестоносців) і маланкарсько-індійську. В іконописі Мелхітської церкви відчутні корені Антіохійської церкви, вплив Візантійської іконографії та арабської орнаментики.

### Вірменська Церква
Характерні урочистий, монументальний стиль іконографії

## Українська іконографія
Характерні світлий, легкий колорит.